# Anne Revere
Anne Revere (* 25. Juni 1903 in New York City, New York; † 18. Dezember 1990 in Locust Valley, New York) war eine US-amerikanische Schauspielerin.

## Leben
Die New Yorkerin Anne Revere war eine direkte Nachfahrin des amerikanischen Revolutionärs Paul Revere. 1931 gab sie ihr Broadwaydebüt. Ihre Theaterkarriere führte sie 1934 nach Hollywood, wo sie in ihrem Broadwayerfolg Double Door auch vor der Kamera debütierte. Große Rollen spielte sie allerdings weiterhin am Theater. Sie war dreimal als beste Nebendarstellerin für den Oscar nominiert, 1944 für ihre Rolle in Das Lied von Bernadette. 1946 erhielt sie den Oscar für ihre Rolle als Mutter von Elizabeth Taylor in Kleines Mädchen, großes Herz. 1948 war sie erneut nominiert für ihre Rolle als Mutter von Gregory Peck in Tabu der Gerechten.
Ihre letzte große Filmrolle spielte sie 1951 als Mutter von Montgomery Clift in Ein Platz an der Sonne. Der Film war gerade abgedreht als sie vor dem Komitee für unamerikanische Umtriebe aussagen musste. Danach wurde sie aus dem Abspann des Films herausgenommen und es blieb ein Cameo-Auftritt. Es sollte 20 Jahre dauern, bis sie wieder eine Filmrolle in Hollywood übernahm. Stattdessen feierte sie Erfolge am Broadway und trat ab den 1960er Jahren in Fernsehserien auf. Mit ihrem Ehemann, dem Dramatiker und Theaterregisseur Samuel Rosen, ging sie zurück nach New York und gründete dort eine Schauspielschule. 1961 erhielt sie einen Tony Award für ihre Leistung in Puppen unterm Dach von Lillian Hellman. In der späteren Verfilmung übernahm ihre Rolle Wendy Hiller.

## Filmografie (Auswahl)
- 1934: Double Door – Regie: Charles Vidor
- 1940: One Crowded Night – Regie: Irving Reis
- 1940: The Howards of Virginia
- 1941: The Devil Commands
- 1941: Echo der Jugend (Remember the Day) – Regie: Henry King
- 1941: Das sind Kerle (Men of Boys Town)
- 1941: H.M. Pulham, Esq.
- 1941: Die Abenteurerin (The Flame of New Orleans) – Regie: René Clair
- 1942: Meet the Stewarts – Regie: Alfred E. Green
- 1943: In Freundschaft verbunden (Old Acquaintance)
- 1943: Das Lied von Bernadette (The Song of Bernadette)
- 1944: Sunday Dinner for a Soldier – Regie: Lloyd Bacon
- 1944: Kleines Mädchen, großes Herz (National Velvet)
- 1944: Schlüssel zum Himmelreich (The Keys to Kingdom)
- 1945: Der dünne Mann kehrt heim (The Thin Man Goes Home)
- 1945: Mord in der Hochzeitsnacht (Fallen Angel)
- 1946: Weißer Oleander (Dragonwyck)
- 1947: The Shocking Mrs. Pilgrim – Regie: George Seaton
- 1947: Jagd nach Millionen (Body and Soul)
- 1947: Tabu der Gerechten (Gentleman’s Agreement)
- 1947: Amber, die große Kurtisane (Forever Amber)
- 1947: Karneval in Costa Rica (Carnival in Costa Rica)
- 1948: Geheimnis hinter der Tür (Secret Beyond the Door)
- 1948: Scudda Hoo! Scudda Hay!
- 1948: Deep Waters
- 1951: Ein Platz an der Sonne (A Place in the Sun)
- 1951: In Rache vereint (The Great Missouri Raid)
- 1970: Tell Me That You Love Me, Junie Moon
- 1977: Birch Interval – Regie: Delbert Mann